# Joseph Kesselring
Joseph Otto Kesselring (New York, 21 giugno 1902 – Kingston, 5 novembre 1967) è stato un drammaturgo statunitense.
Fra le dodici pièce teatrali da lui scritte, l'unica ad avere un certo successo è stata Arsenico e vecchi merletti, da cui è stato tratto l'omonimo film del 1944 diretto da Frank Capra.
Dal 1980 è stato creato un premio, in suo onore, assegnato ai migliori drammaturghi emergenti. Fra i premiati, Tony Kushner e David Auburn.

## Opere
- Aggie Appleby, Maker of Men (1933)
- There's Wisdom in Women (1935)
- Cross-Town (1936)
- Arsenico e vecchi merletti (Arsenic and Old Lace, 1939)
- Four Twelves are 48 (1951)
- Mother of that Wisdom (1963)

## Filmografia
- Aggie Appleby, Maker of Men, regia di Mark Sandrich (1933)
- Arsenico e vecchi merletti (Arsenic and Old Lace), regia di Frank Capra (1944)